# 費恩多夫巴赫河

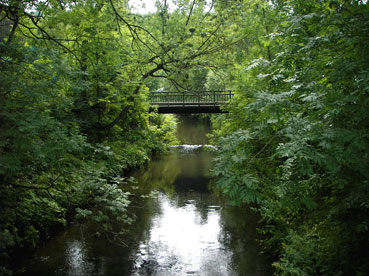

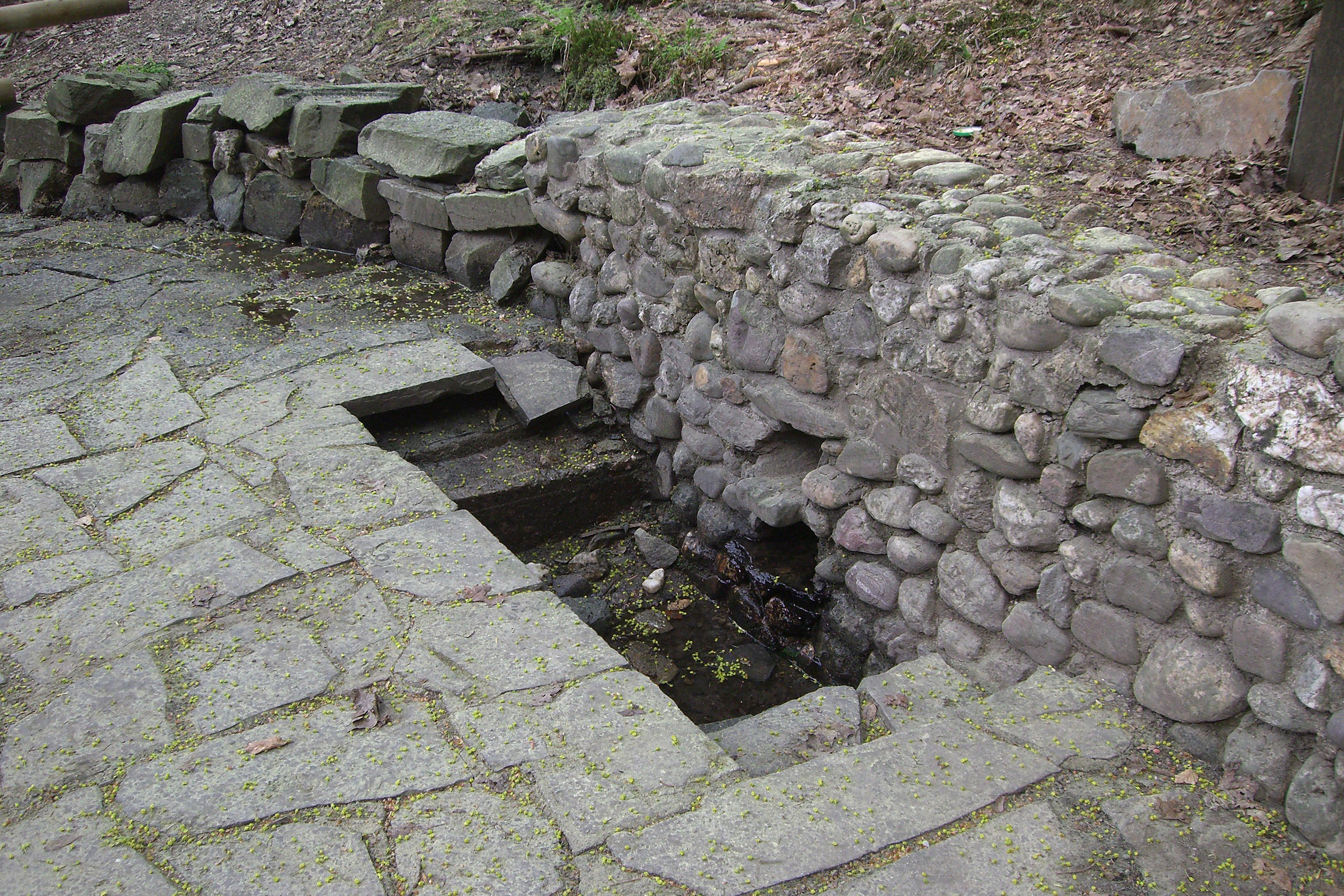

50°53′35.9″N 8°1′24.5″E / 50.893306°N 8.023472°E
費恩多夫巴赫河（德語：Ferndorfbach），是德國的河流，位於該國西部，流經北萊茵-威斯特法倫州，屬於錫格河的右支流，河道全長24.3公里，流域面積153.2平方公里。